# Joseba Llorente Etxarri
Joseba Llorente Etxarri (Hondarribia, 24 de novembre de 1979) és un futbolista basc, que actualment juga a la Reial Societat, equip en el qual es va formar.

## Trajectòria
La temporada 1998-1999 jugà a la Reial Societat B de la Tercera divisió de la lliga espanyola de futbol i en la següent temporada passà a debutar amb el primer equip en la Primera divisió espanyola, però el club el cedí a l'SD Eibar. Tornà un altre cop a la Reial i finalment el van vendre a l'SD Eibar, on estigué dues temporades a la Segona divisió espanyola de futbol, tot i que durant la segona temporada, l'equip va baixar a la Segona divisió B i el Reial Valladolid decidí fitxar-lo.
Al Real Valladolid hi milità dues temporades i finalment triomfà a la Primera divisió espanyola. Marcà 15 gols i aquest motiu fou suficient perquè els equips més importants del país s'hi fixaren, i el Vila-real CF decidí fitxar-lo.
La segona temporada al Reial Valladolid aconseguí el seu primer hat-trick contra el Recreativo. En aquesta mateixa temporada, anotà possiblement el gol més ràpid de la història de la Primera divisió espanyola, en marcar contra l'Espanyol quan sols portaven 7.08 segons de partit.